# Tivadar Uray

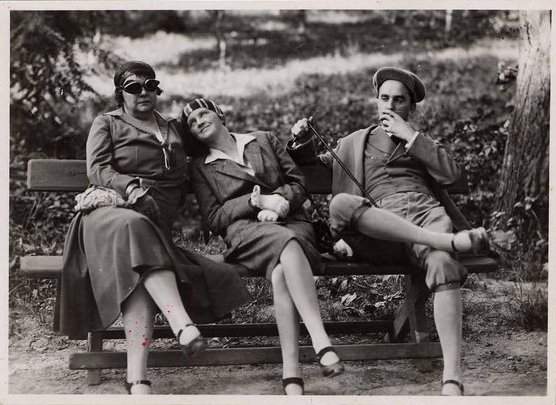
Artiști ai Teatrului Național într-un turneu. Mariska Vízváry, Erzsi Ághy, Tivadar Uray.

Uray Tivadar (n. 9 noiembrie 1895, Mukaceve, Transcarpatia, Ucraina – d. 22 iunie 1962, Budapesta, Republica Populară Ungară) a fost un actor maghiar, laureat al premiului Kossuth, distins cu titlurile de artist emerit și maestru al artei.

## Biografie
A urmat cursurile unui liceu real din Arad, apoi un an de studii la medicină și mai târziu o școală de actorie la Budapesta, pe care a absolvit-o în 1915.

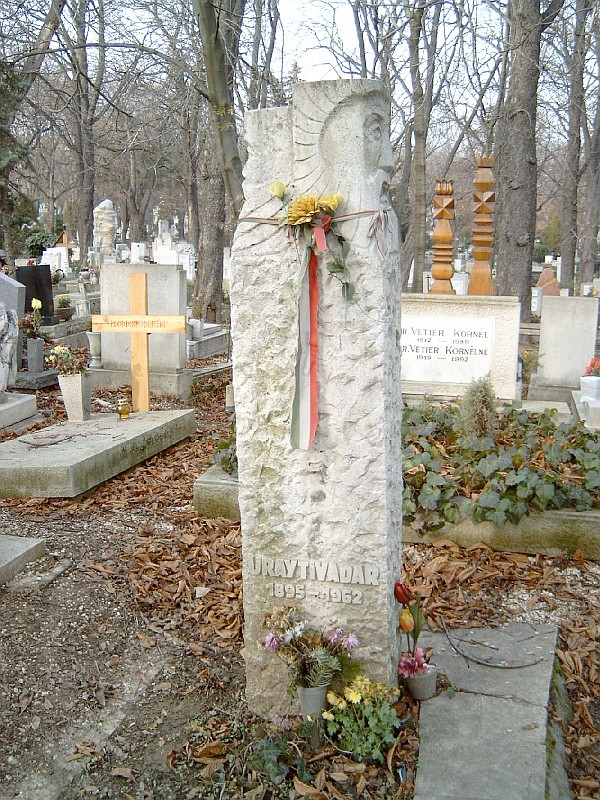
Mormântul lui Tivadar Uray din cimitirul Farkasréti din Budapesta: 1-1-265. Monument realizat de Géza Nagy.

Și-a început cariera de actor profesionist în 1916.
A jucat pentru prima dată la Teatrul Modern, iar în 1917 a fost angajat la Teatrul Național din Budapesta. În 1918 a devenit membru al trupei Teatrului Maghiar, în 1921 al trupei de la Cabaretul Pódium, apoi, din 1923, a jucat la Cabaretul din Pesta și la Teatrul Regal. În perioada 1923-1948 a fost, din nou, membru al trupei Teatrului Național, devenind apoi membru pe viață, dar în 1928 a jucat la Teatrul de Comedie, în 1945 la Teatrul Artistic, iar din 1948 s-a transferat la Teatrul Madách.
În perioada 1939-1940 a fost superintendent al școlilor de actorie.

## Premii
- Artist emerit (1953)
- Maestru al artei (1954)
- Premiul Kossuth (1955)

## Roluri în piese de teatru
Numărul rolurilor interpretate din 1946, potrivit evidențelor teatrale, este de 34. Printre acestea se numără următoarele:
- Cezar (George Bernard Shaw: Cezar și Cleopatra) (1955)
- Kis kadét (Villányi A.: Attak)
- Árva László király (Herczeg F.)
- Kárpáti Abellino (Jókai M.–Hevesi S.: Egy magyar nábob)
- Dr. Nikodemusz (Vándor K.)
- Moncrieff Algernon (Wilde: Bunbury)
- Hamlet (Shakespeare)
- Faust (Goethe: Faust)
- Iuliu Cezar (Shakespeare)
- Prospero (Shakespeare: Furtuna)
- Alfieri ügyvéd (Miller: Pillantás a hídról)
- Bánk, Ottó, Biberách (Katona J.: Bánk bán).

## Filmografie
- Az új földesúr (1935)
- Havi 200 fix (1936)
- Én voltam (1936)
- Méltóságos kisasszony (1936)
- Az Aranyember (1936) - Krisztyán Tódor
- Hotel Kikelet (1937)
- Segítség, örököltem! (1937)
- Háromszázezer pengő az utcán (1937)
- Szegény gazdagok (1938)
- 5 óra 40 (1939)
- Semmelweis (1939)
- Mindenki mást szeret (1940)
- Mária két éjszakája (1940)
- Egy szív megáll (1942)
- Tavaszi szonáta (1942)
- Egy asszony elindul (1948)
- Căsătorie ciudată (1951)
- Semmelweis (1952)
- Nyugati övezet (1952)
- Föltámadott a tenger (1953)
- Dandin György, avagy a megcsúfolt férj (1953)
- Dollárpapa (1956)
- Tanár úr kérem (1956)
- A Noszty fiú esete Tóth Marival (1960)
- Alázatosan jelentem (1960)